# Трдат I
Трдат I або Тірідат I (вірм. Տրդատ Ա, лат. Tiridatus) — цар Великої Вірменії у 62—88 роках, представник парфянської династії Аршакідів, яка правила Вірменією до 428 року.

## Життєпис
Трдат був братом парфянського царя Вологеза I. Його сходження на престол Великої Вірменії спричинило 10-річну війну між Римом та Парфією. Первинно успіх був на боці римлян, які на чолі з Гнеєм Доміцієм Корбулоном зайняли у 58-59 роках обидві вірменські столиці — Тигранакерт і Арташат (останній було ними зруйновано) та возвели на вірменський престол свого ставленика, Тиграна VI. Однак 62 року відбулась капітуляція оточеної частини римської армії (2 легіони з чотирьох: IV Scythica та XII Fulminata) під командуванням Луція Цезенія Пета поблизу містечка Рандея, неподалік від Арсамосати.
Наступного року там же було укладено мирну угоду, відповідно до якої Трдат отримував вірменський престол, але як васал Риму, та мав поїхати туди, щоб отримати царську діадему з рук імператора Нерона. 66 року він був урочисто коронований Нероном у Великому цирку; Нерон навіть дав йому майстрів, за допомогою яких Трдат відновив Арташат, назвавши його Неронією.
В останні роки свого правління (73) Трдат зазнав важкої поразки від аланів, які вторглись до Вірменії, причому, за свідченням Йосипа Флавія, ледве не потрапив у полон: аланський воїн накинув йому на шию аркан, який він, однак, зумів перерубати мечем.